# Baltasar Buira
Baltasar Buira, (fl. 1536-1563) est un peintre espagnol  originaire de Valence, de style hispano-flamand, connu dans l'île de Majorque à partir de  1536 et jusqu'à sa mort, en 1563.